# Nectoteuthis
Nectoteuthis is een geslacht van inktvissen uit de familie van de Sepiolidae.

## Soorten
- Nectoteuthis pourtalesi Verrill, 1883